# Blue Dragon Plus
Blue Dragon Plus (ブルードラゴンプラス, Burū Doragon Purasu) és la seqüela del videojoc de rol Blue Dragon i va ser dissenyat per Mistwalker i desenvolupat per Feelplus i Brownie Brown, sent publicat per AQ Interactive en el Japó.